# Harry Collett
Harry Collett (* 17. Januar 2004 in Havering, London) ist ein britischer Schauspieler.

## Leben und Karriere
Geboren am 17. Januar 2004 in England, begann Harry Collett seine Karriere als Theaterschauspieler in den Theaterstücken Billy Elliot und Matilda.
In Idina Menzels und Michael Bublés Version von Baby, It’s Cold Outside verkörperte er im 2014 veröffentlichten Musikvideo Bublés jüngeres selbst.
Ebenfalls 2014 gab er sein Fernsehdebüt in der Krankenhaus-Fernsehserie Casualty als Episodendarsteller, ehe er von 2016 bis 2022 in der wiederkehrenden Nebenrolle des Ollie Hide zu sehen war.
2017 trat er in einer kleinen Rolle in Christopher Nolans Kriegsfilm Dunkirk auf, ehe er 2020 neben Robert Downey Jr. in Die fantastische Reise des Dr. Dolittle dessen Assistenten Tommy Stubbins spielte. Seit 2022 verkörpert er in House of the Dragon die ältere Version des Prinzen Jacaerys Velaryon.

## Filmografie

### Filme und Serien
- 2014, 2016–2022: Casualty (Fernsehserie, 24 Episoden)
- 2015: Galavant (Fernsehserie, Episode 1x07)
- 2015: The Hive (Fernsehserie, 5 Episoden, Stimme)
- 2016: Ethel & Ernest (Stimme)
- 2017: Dunkirk
- 2018: Dead in a Week: Or Your Money Back
- 2020: Die fantastische Reise des Dr. Dolittle (Dolittle)
- seit 2022: House of the Dragon (Fernsehserie, 9 Episoden)

### Videospiele
- 2015: Dragon Quest Heroes: The World Tree's Woe and the Blight Below (Stimme)

### Musikvideos
2014: Idina Menzel & Michael Bublé: Baby, It’s Cold Outside

## Theater
- 2010: Billy Elliot (Victoria Palace Theatre)
- 2013: Matilda (Cambridge Theatre)
- 2015–2016: Elf (Dominion Theatre)